# Klaces
Klaces is een bestuurslaag in het regentschap Cilacap van de provincie Midden-Java, Indonesië. Klaces telt 985 inwoners (volkstelling 2010).